# 新上瀬薬品
新上瀬薬品株式会社（しんかみせやくひん）は、神奈川県平塚市松風町17-35に本社を置く主に医薬品・医療機器の卸売りを扱う企業であった。前身は「上瀬薬品」である。現在は、共創未来グループの一社「東邦薬品」。

## 概要
- 代表取締役社長　松谷眞
- 社員　34名

## 沿革
- 1968年6月　　「上瀬薬品」（代表取締役社長・上瀬慶太郎）の倒産により「東邦薬品」全額出資で「新上瀬薬品」設立
- 1970年10月　「東邦薬品」と合併「平塚支店」「川崎支店」として発足

## 主な取引メーカー
- 山之内製薬

## 関連企業
- 東邦薬品